# Extra flesh
『extra flesh』（エクストラ・フレッシュ）は田村直美の18枚目のシングル。

## 作品概要
ワーナーミュージック・ジャパン在籍最後のシングルでアルバム「ツキノカガヤキ ホシノマタタキ」と同時発売となった本作はTBS系「大好き!五つ子」主題歌。愛の劇場関連主題歌は前作の「SWEET 7DAYS」に続き、2作目である。

## 収録曲
1. extra flesh
作詞：田村直美　作曲：田村直美・tatsuaki@moritoki.com　編曲：鷹羽仁
2. Lookin' back on real part of me
作詞：田村直美　作曲：田村直美・石川寛門　編曲：鷹羽仁
3. extra flesh (inst.)

## 収録アルバム
- ツキノカガヤキ ホシノマタタキ（#1のみアルバムバージョン、1999年7月28日）